# 泠平
泠平，五胡十六国南燕临淄（今山东省淄博市临淄区）人。
太上二年（406年），当时有佛教僧人僧智，夜入泠平家中，奸淫泠平的寡嫂李氏，泠平和他的弟弟泠安国将僧智杀死。郡县以杀人罪论处泠平兄弟。泠平、泠安国都说是自己亲手杀的人，让生竞死，为兄弟开脱罪责。慕容超下诏将他们兄弟二人都赦免。